# Kirtland (Ohio)
Kirtland ist eine City im Lake County in Ohio, Vereinigte Staaten. Das U.S. Census Bureau ermittelte bei der Volkszählung 2020 eine Einwohnerzahl von 6937.
Kirtland war in der Anfangszeit des Mormonentums der Hauptsitz der Bewegung.

## Geographie
Kirtlands geographische Koordinaten sind 41° 36′ N, 81° 20′ W (41,602581, −81,344706).
Nach den Angaben des United States Census Bureaus hat die City eine Fläche von 43,3 km², wovon 43,0 km² auf Land und 0,3 km² (= 0,66 %) auf Gewässer entfallen.
Kirtland liegt südlich der Uferebene des Eriesees auf den Anhöhen des Allegheny Plateaus. Im Stadtgebiet liegen der East Branch Chagrin River, Pierson’s Knob und der Gildersleeve Mountain, der mit einer Gipfelhöhe von 355 m über dem Meeresspiegel der höchste Punkt im Stadtgebiet ist und 181 m über den Eriesee aufragt, der in rund 11 km Entfernung im Nordwesten liegt.
Die ursprüngliche Vegetation sind subpolare Hartholzwälder. In den höheren Lagen finden sich Kanadische Hemlocktannen, in den anderen Gebieten überwiegt Ahorn. Hinzu kommen einige Standorte hochgewachsener Hickory-Bäume.
Kirtland befindet sich im Snowbelt am Südufer des Eriesees. Schneefallmengen und Klima entsprechen im Wesentlichen dem nahegelegenen Chardon. In dieser Region beträgt die jährliche Schneefallmenge über 250 cm und in einzelnen Lagen können mehr als sechs Meter Schnee fallen.
Kirtland ist in erster Linie eine Wohnsiedlung, mehr als ein Fünftel der Landfläche ist jedoch Waldschutzgebiet oder Naturpark. Das 3500 Acre große Holden Arboretum ist das größte Naturschutzgebiet davon, befindet sich aber nicht ausschließlich innerhalb von Kirtland. Der Campus des Lakeland Community Colleges dominiert den nördlichen Teil des Stadtgebietes.

## Demographie
Zum Zeitpunkt des United States Census 2000 bewohnten Kirtland 6670 Personen. Die Bevölkerungsdichte betrug 401,8 Personen pro km². Es gab 2558 Wohneinheiten, durchschnittlich 59,5 pro km². Die Bevölkerung Kirtlands bestand zu 98,47 % aus Weißen, 0,27 % Schwarzen oder African American, 0,15 % Native American, 0,39 % Asian, 0,03 % Pacific Islander, 0,03 % gaben an, anderen Rassen anzugehören und 0,66 % nannten zwei oder mehr Rassen. 0,55 % der Bevölkerung erklärten, Hispanos oder Latinos jeglicher Rasse zu sein.
Die Bewohner Kirtlands verteilten sich auf 2445 Haushalte, von denen in 31,6 % Kinder unter 18 Jahren lebten. 67,9 % der Haushalte stellten Verheiratete, 6,1 % hatten einen weiblichen Haushaltsvorstand ohne Ehemann und 22,9 % bildeten keine Familien. 19,8 % der Haushalte bestanden aus Einzelpersonen und in 7,4 % aller Haushalte lebte jemand im Alter von 65 Jahren oder mehr alleine. Die durchschnittliche Haushaltsgröße betrug 2,65 und die durchschnittliche Familiengröße 3,06 Personen.
Die Bevölkerung verteilte sich auf 23,7 % Minderjährige, 6,2 % 18–24-Jährige, 24,6 % 25–44-Jährige, 30,7 % 45–64-Jährige und 14,8 % im Alter von 65 Jahren oder mehr. Das Durchschnittsalter betrug 42 Jahre. Auf jeweils 100 Frauen entfielen 97,5 Männer. Bei den über 18-Jährigen entfielen auf 100 Frauen 95,1 Männer.
Das mittlere Haushaltseinkommen in Kirtland betrug 65.422 US-Dollar und das mittlere Familieneinkommen erreichte die Höhe von 76.062 US-Dollar. Das Durchschnittseinkommen der Männer betrug 51.179 US-Dollar, gegenüber 31.179 US-Dollar bei den Frauen. Das Pro-Kopf-Einkommen belief sich auf 32.148 US-Dollar. 2,3 % der Bevölkerung und 1,8 % der Familien hatten ein Einkommen unterhalb der Armutsgrenze, davon waren 3,7 % der Minderjährigen und 1,5 % der Altersgruppe 65 Jahre und mehr betroffen.
18,5 % der Einwohner haben deutsche Vorfahren, 14,3 % italienische und 12,0 % irische.

## Geschichte

### Frühgeschichte
In geologischer Sicht reicht die Geschichte der Stadt rund 300 Millionen Jahre zurück, als der Boden, auf dem heute Kirtland liegt, noch von Wasser bedeckt war. Die Schichtabfolge wird begründet von Schluff-Tonschiefer der Ohio-Tonschiefer-Gruppe mit der Bezeichnung Chagrin Shale, darüber liegt Cleveland Shale, eine Gesteinsschicht aus dem Devon, in der sich vor Ort die meisten Fossilien finden. Sie wird von Bedford Shale überlagert. Die nächste Schicht bildet Sandstein (Berea Sandstone), der zu einem typischen lokalen Baumaterial wurde und unter anderem zum Bau des Kirtland Temples benutzt wurde. Das anstehende Gestein ist Sharon Conglomerate, eine Sandsteinart mit, die mit Quarzkieseln durchsetzt ist.
Noch vor etwa 10.000 Jahren, bis zum Ende der letzten Eiszeit war der Norden Ohios vollständig von Gletschereis bedeckt; die Landschaft der Region ist deswegen glazial überformt.
Nach der Gründung der Vereinigten Staaten wurde der Norden des heutigen Bundesstaates als Western Reserve ausgewiesen und der Connecticut Land Company verkauft. Die erste Erkundung des Gebiets erfolgte 1796 durch Moses Cleaveland und seine Mannschaft.
Kirtland erhielt seinen Namen nach Turhand Kirtland, einem der Vorsteher der Connecticut Land Company und Richter im Trumbull County, der ersten Verwaltungseinheit in Ohio, zu der auch Kirtland gehörte. Kirtland war ein Veteran des Unabhängigkeitskrieges. Sein Sohn Jared P. Kirtland wurde Arzt und gründete eine Medizinschule in Willoughby. Auch die erste Zusammenstellung der Ornithologie Ohios wurde von Kirtland besorgt. Nach ihm erhielt der Michiganwaldsänger (Dendroica kirtlandii) seinen Namen. Diese seltene Vogelart hat ihre Nistplätze nicht in Ohio, wurde aber während des jährlichen Vogelflugs in Kirtland dokumentiert.
Das Land um Kirtland war wegen der dichten Wälder, dem lehmigen Boden und den hohen Hügeln weniger gut für die Landwirtschaft geeignet, als in der Umgebung: Mentor wurde 1798 und Chester 1802 gegründet, während die ersten europäischen Siedler in Kirtland sich erst 1811 niederließen. Die 1893 niedergeschriebenen Lebenserinnerungen von Christopher Crary waren später eine Quelle für die 1982 niedergeschriebene Stadtgeschichte.

### Zentrum des Mormonentums

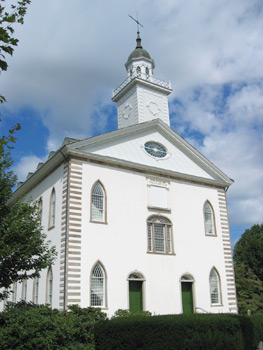
Kirtland Temple

Zwischen 1831 und 1838 war Kirtland das Zentrum des Mormonentums. Joseph Smith hatte die im April 1830 in Palmyra, New York gebildete Glaubensgemeinschaft hierher übersiedelt. Ein Großteil seines Buches Lehre und Bündnisse mit den Lehren der Kirche ist in den 1830er Jahren in Kirtland entstanden. Die Heiligen der letzten Tage erbauten hier ihren ersten Tempel, den Kirtland Temple. Dieses Bauwerk, das inzwischen zur National Historic Landmark erklärt wurde, wurde 1836 eingeweiht. Es gehört heute der zweitgrößten mormonischen Glaubensgemeinschaft Reorganized Church of Jesus Christ of Latter Day Saints, die seit 2001 Gemeinschaft Christi heißt. Der Tempel wird als Kirche benutzt und ist der Öffentlichkeit zugänglich.

### 1838 bis zur Gegenwart
Nach dem Weggang der Mormonen und während der zweiten Hälfte des 19. Jahrhunderts ging die Bevölkerung zurück und das Leben in der Stadt unterschied sich nicht von dem in anderen Orten der Region. Crary erinnert sich, dass die letzten Klapperschlangen in den Gildersleeve Mountain in den 1830er Jahren getötet wurden. Die meisten Wälder wurden für die Nutzung in der Landwirtschaft abgeholzt und Mais und Apfelbäume wurden zu den dominierenden landwirtschaftlichen Nutzpflanzen.
Kirtland änderte sich bis nach dem Zweiten Weltkrieg kaum, als auf früheren Farmland neue Wohnviertel entstanden. Eine Highschool entstand 1960 und eine zweite Elementary School wurde an der Chardon Rd. (U.S. Highway 6) gebaut. Eine Middle School für die Klassen 6–8 kam 1968 dazu.
Die Einwohner Kirtlands stimmten im gleichen Jahr für die Inkorporierung der Township zur City. James Naughton wurde zum ersten Bürgermeister, als sich beim United States Census 1970 ergab, dass die Bevölkerungszahl die Marke von 5000 überschritten hatte.
Während der 1960er Jahre wurde ein Einkaufszentrum gebaut und mit der Eröffnung der Interstate 90 wurde die Fahrt nach Cleveland 1965 kürzer. Das Wachstum der Stadt hielt auch in den 1970er und 1980er Jahren an.
Im April 1989 geriet die Stadt in die Schlagzeilen, als der religiöse Fanatiker Jeffrey Lundgren einige Mitglieder seines Kultes dazu brachte, eine fünfköpfige Familie zu töten und ihre Leichen in einem Schweinestall zu verbergen. Lundgrens Mittäter wurden zu lebenslanger Haft verurteilt, Lundgren selbst wurde am 24. Oktober 2006 hingerichtet.
In den 1990er Jahren wurde Kirtland mehr und mehr zu einem Ziel von Touristen. Am Ostarm des Chagrin Rivers entstanden Nachbauten historischer Gebäude, die in den 1830er Jahren in der Gegend vorhanden waren. Zu den noch bestehenden historischen Gebäuden der Stadt gehören außer dem Kirtland Temple auch andere Bauwerke, die mit den Anfängen des Mormonentums zusammenhängen, etwa der frühere Laden von Newel K. Whitney, das Wohnhaus von Sidney Rigdon und das John Johnson Inn.
Die Landwirtschaft verlor fast völlig an Bedeutung und seit 2003 existiert in der Stadt nur noch ein Farmbetrieb.

## Sehenswürdigkeiten
- The Herb Society of America
- Holden Arboretum
- Kirtland Temple
- Gildersleeve Mountain